# الرابطة الأسترالية للحقوق
الرابطة الأسترالية للحقوق هي منظمة سياسية يمينية متطرفة ومعادية للسامية في أستراليا. تأسست في أديلايد جنوب أستراليا من قبل إريك بتلر في عام 1946، وتم تنظيمها على المستوى الوطني في عام 1960. وقد ألهمت مجموعات مثل الرابطة الكندية للحقوق 1968، والرابطة النيوزيلندية للحقوق 1970 والرابطة البريطانية للحقوق 1971، مع مبادئ تستند إلى النظرية الاقتصادية للائتمان الاجتماعي التي شرحها سي إتش دوغلاس. وتصف الرابطة نفسها بأنها تتمسك بفضائل الحرية، مع القيم المعلنة المتمثلة في «الولاء لله والملكة والوطن».
في عام 1972 أنشأ بتلر مجموعة شاملة هي رابطة حقوق الكومنولث لتمثيل هذه المجموعات الأربع، والتي كانت أيضًا بمثابة فرع من الرابطة العالمية للحرية والديمقراطية.

## اتصالات بمجموعات أخرى
تعمل الرابطة وتدير عددًا من المنظمات الأمامية مثل معهد الديمقراطية الاقتصادية والمعهد المسيحي للحرية الفردية وجمعية التراث الأسترالي.
خلال الستينيات والسبعينيات من القرن الماضي شارك بعض أعضاء الرابطة أيضًا في رابطة روديسيا الأسترالية. أدى ذلك إلى توترات داخل رابطة روديسيا الأسترالية.
تم ربط الرابطة مع الأستراليين ضد المزيد من الهجرة. أثارت فرانكا أرينا سؤالاً في المجلس التشريعي لنيوساوث ويلز في عام 1994 حول الروابط بين منظمة الأستراليين ضد المزيد من الهجرة و«رابطة الحقوق سيئة السمعة والخطيرة والتي وُصفت بأنها أكثر المنظمات العنصرية تأثيرًا وفعالية وأفضل تنظيمًا والأكثر تمويلًا بشكل كبير في أستراليا». تساءلت عما إذا كانت الأستراليين ضد المزيد من الهجرة مجرد واجهة للرابطة.
في عام 1998 أصدر الفرع الأسترالي للجنة مكافحة التشهير في بناي بريث بيانًا صحفيًا مفاده أن «المؤسس المشارك لجمعية الأستراليين ضد مزيد من الهجرة والزعيم الفيكتوري روبين سبنسر قد خاطب العديد من اجتماعات رابطة الحقوق وكذلك ألقى كلمة مع رابطة الحقوق، المدير الوطني الاستشاري إريك بتلر».